# Ounasjoki
Ounasjoki este o arie protejată (arie specială de conservare — SAC, sit de importanță comunitară — SCI) din Finlanda întinsă pe o suprafață de 4.730 ha, integral pe uscat.

## Localizare
Centrul sitului Ounasjoki este situat la coordonatele 67°06′04″N 25°04′39″E / 67.1011°N 25.0775°E.

## Înființare
Situl Ounasjoki a fost declarat sit de importanță comunitară în august 1998 pentru a proteja 1 specie de plante. Situl a fost protejat și ca arie specială de conservare în aprilie 2015.

## Biodiversitate
Situată în ecoregiunile alpină și boreală, aria protejată conține 3 habitate naturale: Râuri naturale fino-scandinave, Pajiști aluvionare boreale nordice, Păduri aluvionare cu Alnus glutinosa și Fraxinus excelsior (Alno-Padion, Alnion incanae, Salicion albae).
La baza desemnării sitului se află o specie protejată de  plante: Moehringia lateriflora.
Pe lângă speciile protejate, pe teritoriul sitului au mai fost identificate 22 de specii de păsări, 3 specii de pești.